# Кепень
Кепень, Кепені (рум. Căpeni) — село у повіті Ковасна в Румунії. Адміністративно підпорядковане місту Бараолт.
Село розташоване на відстані 182 км на північ від Бухареста, 25 км на північний захід від Сфинту-Георге, 42 км на північ від Брашова.

## Населення
За даними перепису населення 2002 року у селі проживали 1130 осіб.
Національний склад населення села:
| Національність | Кількість осіб | Відсоток |
| -------------- | -------------- | -------- |
| угорці         | 1064           | 94,2%    |
| румуни         | 34             | 3,0%     |
| цигани         | 32             | 2,8%     |

Рідною мовою назвали:
| Мова      | Кількість осіб | Відсоток |
| --------- | -------------- | -------- |
| угорська  | 1088           | 96,3%    |
| румунська | 29             | 2,6%     |
| циганська | 11             | 1,0%     |